# Hypena pelodes
Hypena pelodes är en fjärilsart som beskrevs av Turner 1932. Hypena pelodes ingår i släktet Hypena och familjen nattflyn. Inga underarter finns listade i Catalogue of Life.